# Боброво (Курська область)
Боброво (рос. Боброво) — село в Рильському районі Курської області Російської Федерації.
Населення становить 47 осіб. Входить до складу муніципального утворення Дуровська сільрада.

## Історія
Населений пункт розташований на території українського етнічного та культурного краю Східна Слобожанщина.
Від 2004 року входить до складу муніципального утворення Дуровська сільрада.

## Населення
| 2002 | 2010 |
| ---- | ---- |
| 44   | ↗47  |